# M.Kodihalli, Nagamangala
M.Kodihalli là một làng thuộc tehsil Nagamangala, huyện Mandya, bang Karnataka, Ấn Độ.